# Басгальская крепость
Басгальская крепость — средневековая крепость, расположенная в посёлке Басгал Исмаиллинского района Азербайджана. Благодаря своей территории и длине крепостных стен она считается крупнейшей крепостью, обнаруженной на территории Азербайджана.

## История
О топониме «Басгал» существуют разные мнения. Академик Зия Буньятов считал, что слово «Басгал» — тюркского происхождения. Произошло оно от слияния слов: «бас» и «гал» и может означать «побеждающая крепость» или «возведи крепость». Ряд других исследователей полагает, что топоним «Басгал» происходит от слова «пясгала», то есть скрытая крепость. В квартале Галабаши Басгала до наших дней сохранились грани стен крепости толщиной в несколько метров. Считается, что эти стены были построены в XIV веке. Кроме того, на юго-западе Басгала есть местность под названием «Галалар» («крепости»).
Археолог Фазиль Османов, проводивший в 1960-х годах исследования в местности «Галалар», в своих отчётах отмечал, что найденные здесь образцы относятся к античным векам и раннему средневековью. В 1970-х годах территорию вспахали на глубину 70-80 сантиметров и посадили виноградник. В различное время в ходе сельскохозяйственных работ в этом районе были обнаружены некоторые образцы материальной культуры, в том числе керамические сосуды и монеты. В 1989 году на территории Басгала был создан Государственный историко-культурный заповедник «Басгал». На территории заповедника охраняются исторические памятники и объекты, такие как Басгальская крепость, Мечеть Шейха Мухаммеда, Мечеть Гаджи Бадала, Басгальская баня (хамам).

### Археологические раскопки
В соответствии с распоряжением президента Азербайджанской Республики "О Государственном историко-культурном заповеднике «Басгал» от 3 октября 2018 года и по заказу Государственного агентства по туризма АР Институт археологии и этнографии Национальной академии наук Азербайджана начал в октябре 2019 года археологические исследования в посёлке Басгал. Сначала в 7 местах были проведены разведочные раскопки. В юго-западной части местности была обнаружена крепостная стена длиной 25 м, толщиной 1,7 м и высотой более 2 м в сохранившейся части. Крепостная стена была частично построена с использованием тёсаных скальных камней и глиняного раствора. Затем были проведены обзорные раскопки в двух местах по западным окраинам местности. На этих участках были обнаружены крепостная стена длиной 8 м и толщиной 1,7 м, мощёная мостовая, канализационная система (кюребенд), крепостные бастионы и западные ворота крепости. Предварительные исследования, проведенные на местности «Галалар», показывают, что территория крепости составляет 35-40 гектаров, а общая длина её стен — около 3500 м. Судя по этой информации, крепость Басгал является крупнейшей по площади из известных крепостей в Азербайджане.
Обзорные раскопки были также проведены в 4 местах внутри крепостных стен. В одной из раскопок были обнаружены остатки кюребенда глубиной 1,5 м и длиной 3,5 м. Дно, верх и края канализационного сооружения, построенного из широких и плоских камней, также облицованы камнем. Его уклон указывает на то, что оно было направлено за пределы территории «Галарар». Считается, что когда-то здесь располагалась баня, а кюребенд был построен для слива сточных вод в овраг на западе местности.